# Turkické jazyky
Turkické jazyky jsou skupina více než 35 jazyků, jimiž mluví Turkické národy. Pocházejí původně z východní Asie a rozšířily se postupně směrem na západ. Někdy bývají řazeny do sporné altajské jazykové rodiny.

## Dělení
- Praturkičtina - vymřelá

Lir nebo R jazyky

- - Západoturkické jazyky
    - Ogurské nebo bolgarské jazyky
      -         - Protobulharština - vymřelá
        - Čuvaština
        - Hunština (?) - vymřelá
        - Chazarština - vymřelá
        - Turkoavarština (?) - vymřelá

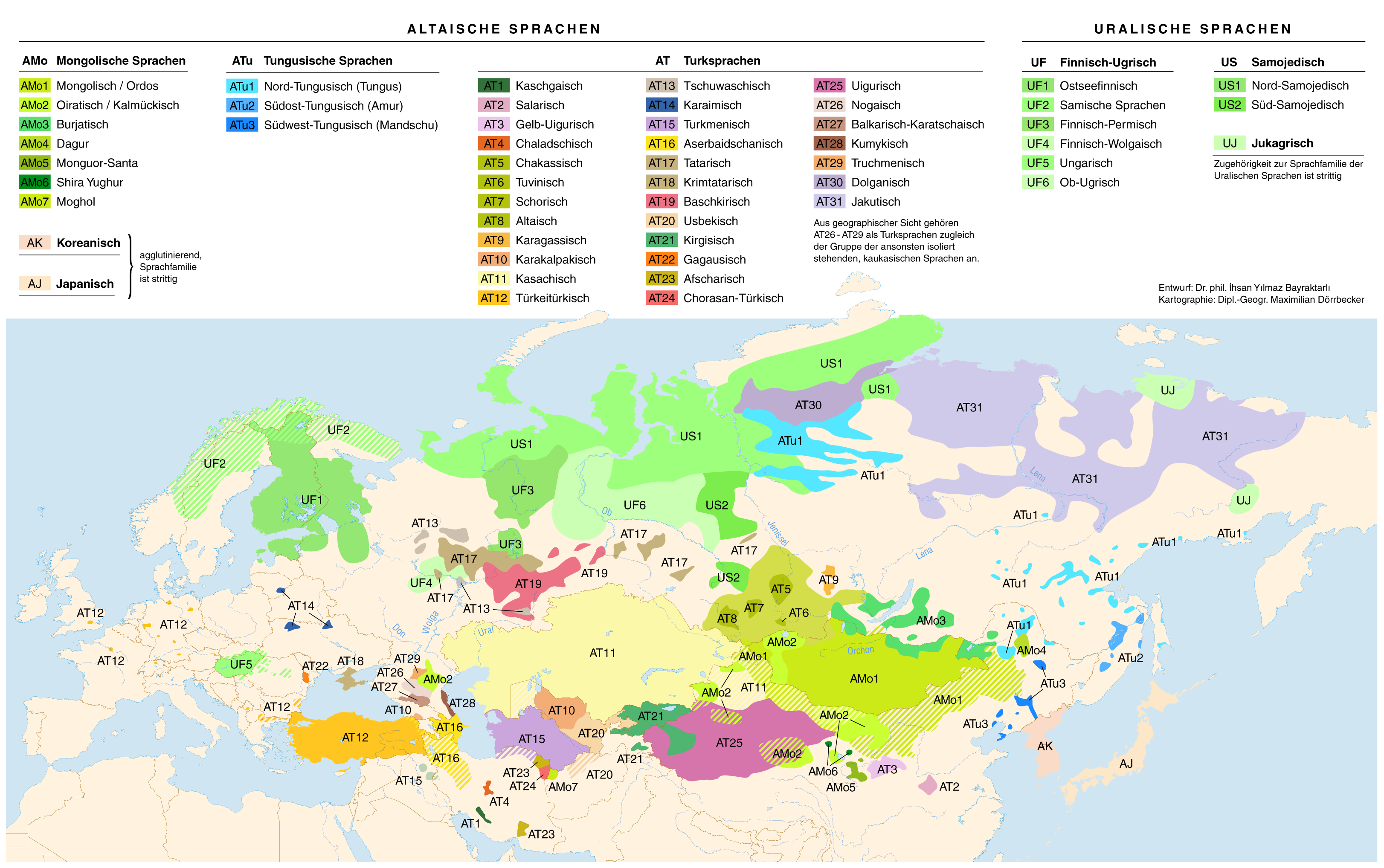
Mapa rozšíření uralsko-altajských jazyků.

Mapa rozšíření altajských jazyků.

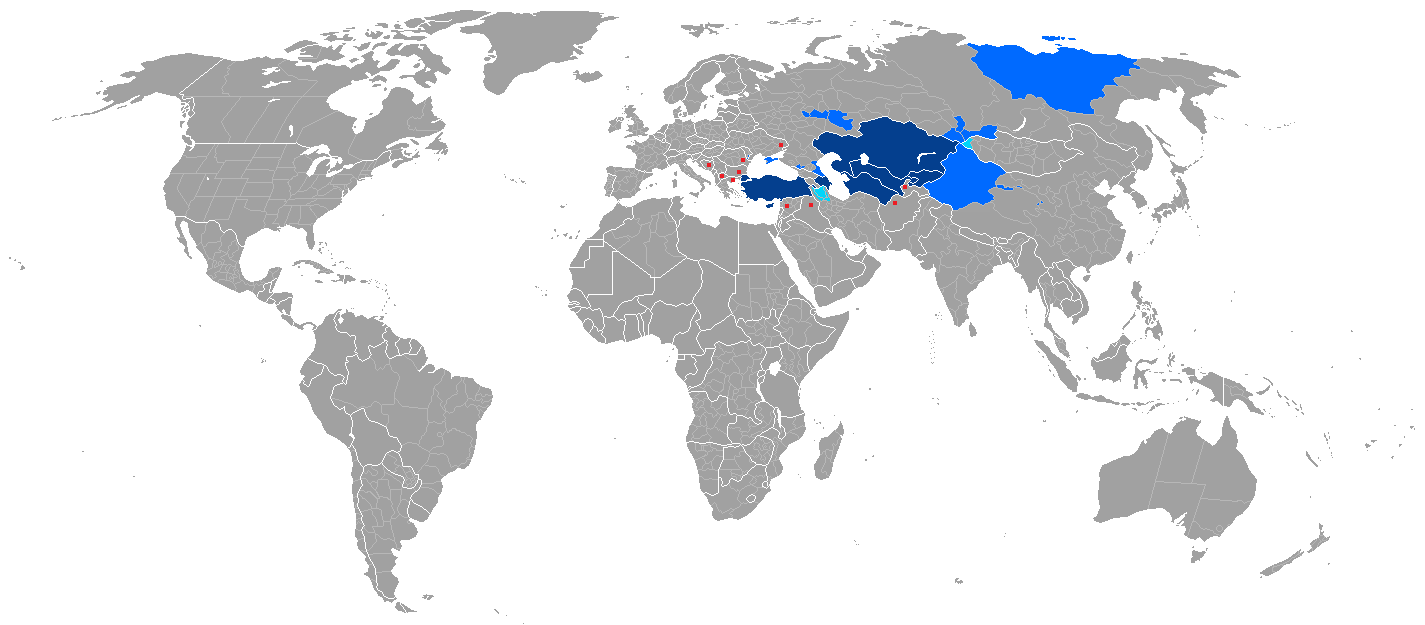
Mapa rozšíření turkických jazyků.

Mapa rozšíření turečtiny.

Šahz jazyky nebo obecně nazývané Turkic-i Kadim

- -     - Oguzské jazyky
      - Západní
        - Ázerbájdžánština
        - Balkánská gagauzština
        - Gagauzština
        - Osmanská turečtina - vymřelá
        - Pečeněžština - vymřelá
        - Staroanatolská turečtina - vymřelá
        - Turečtina

      - Východní
        - Chorásánská turečtina
        - Turkmenština
        - Salarština

      - Jižní
        - Afšarština
        - Kaškaiština
        - Krymská tatarština - příbuzná i s kypčackými jazyky
        - Urumština - příbuzná i s kypčackými jazyky

    - Kypčacké jazyky
      - Západní nebo Kypčacko-kumanské jazyky
        - Ferganská kipčakština - vymřelá
        - Karačajsko-balkarština
        - Karaimština
        - Krymčakština
        - Krymská tatarština - příbuzná i s oghuzskými jazyky
        - Kumánština - vymřelá
        - Kumyčtina
        - Kypčačtina - vymřelá
        - Urumština - příbuzná i s oghuzskými jazyky

      - Severní nebo Kypčacko-bolgarské jazyky
        - Barabština
        - Baškirština
        - Mišarština
        - Starotatarština
        - Tatarština

      - Východní Kypčacko-kyrgyzské jazyky
        - Altajština též ojrot'ština zahrnuje dialekty jako: tuba'ština, kumandi'ština, čalkanština (také nazvaná ku'ština, lebedinština), teleut'ština, telengit'ština
        - Kyrgyzština

      - Jižní kypčacko-nogajské jazyky
        - Kazaština
        - Karakalpačtina
        - Nogajština

    - ujgurské nebo čagatajské jazyky
      - Západní
        - Uzbečtina

      - Východní
        - Ainština
        - Čagatajština - vymřelá
        - Iliská turečtina
        - Lopština
        - Tarančiština
        - Ujgurština
        - Staroturečtina- vymřelá

  - Východoturkické jazyky
    - Jazyk argu
      -         - Chaladžština

    - Sibiřské jazyky
      - Severní
        - Dolganština
        - Jakutština/sacha

      - Jižní
        - Čulymština (Küerikština)
        - Fuyü kyrgyzština
        - Chakaština
        - Tofalarština
        - Tuvinština (sojotština, uriankhajština)
        - Šorština (Saghaj kacaština, kyzylština)
        - Západní jugurština
        - Severovýchodní altajština zahrnuje odlišní dialekty jako: turačakština, soltonština, starobardinština.